# Carta das Nações Unidas
A Carta das Nações Unidas de 1945 é o tratado fundamental das Nações Unidas, uma organização intergovernamental. A Carta da ONU articulou um compromisso de defender os direitos humanos dos cidadãos e delineou um amplo conjunto de princípios relacionados à obtenção de "padrões de vida mais altos", abordando "problemas econômicos, sociais, de saúde e afins" e "respeito universal e observância de direitos humanos e liberdades fundamentais para todos, sem distinção de raça, sexo, idioma ou religião". Como carta constitutiva, é um tratado constituinte e todos os membros estão vinculados a seus artigos. Além disso, o Artigo 103 da Carta afirma que as obrigações para com as Nações Unidas prevalecem sobre todas as outras obrigações do tratado.
A Carta foi discutida em detalhes durante a Conferência de São Francisco, iniciada em 25 de abril de 1945, e foi aberta para assinatura em 26 de junho de 1945. Foi assinada na cidade de São Francisco, Estados Unidos, por 50 dos 51 países membros originais (a Polônia, o outro membro original, que não estava representado na conferência, assinou dois meses depois).
Entrou em vigor em 24 de outubro de 1945, após ser ratificada pelos cinco membros permanentes originais do Conselho de Segurança das Nações Unidas — a República da China (após 1949, localizada em Taiwan e substituída em 25 de outubro de 1971 pela República Popular da China), o Governo Provisório da República da França (posteriormente substituída pela Quarta República e depois pela Quinta República), a União das Repúblicas Socialistas Soviéticas (posteriormente substituída pela Federação Russa), o Reino Unido e os Estados Unidos — e a maioria dos outros signatários.
Enquanto isso, os bombardeios atômicos de Hiroshima e Nagasaki ocorreram nos dias 6 e 9 de agosto, respectivamente; a introdução dessa nova arma de guerra mudou completamente o ambiente de segurança em que a Carta da ONU foi promulgada. A maioria dos países do mundo já ratificou a Carta. O 24 de outubro foi declarado mais tarde como Dia das Nações Unidas pela Assembleia Geral das Nações Unidas.

## Características

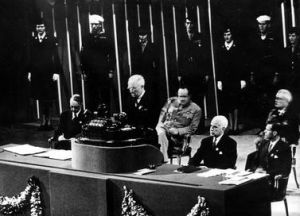
Presidente estadunidense Harry S. Truman discursando na conferência

A Carta consiste em um preâmbulo e uma série de artigos divididos em capítulos.
- Capítulo I: propõe os princípios e propósitos das Nações Unidas, incluindo as provisões importantes da manutenção da paz internacional e segurança;
- Capítulo II: define os critérios para ser membro das Nações Unidas;
- Capítulos III-XV: a maior parte do documento descreve os órgãos da ONU e seus respetivos poderes;
- Capítulos XVI e XVII: descrevem os convênios para integrar-se à ONU com a lei internacional estabelecida;
- Capítulos XVIII e XIX: proporcionam os critérios para retificação e ratificação da Carta.

### Limites à ação da ONU

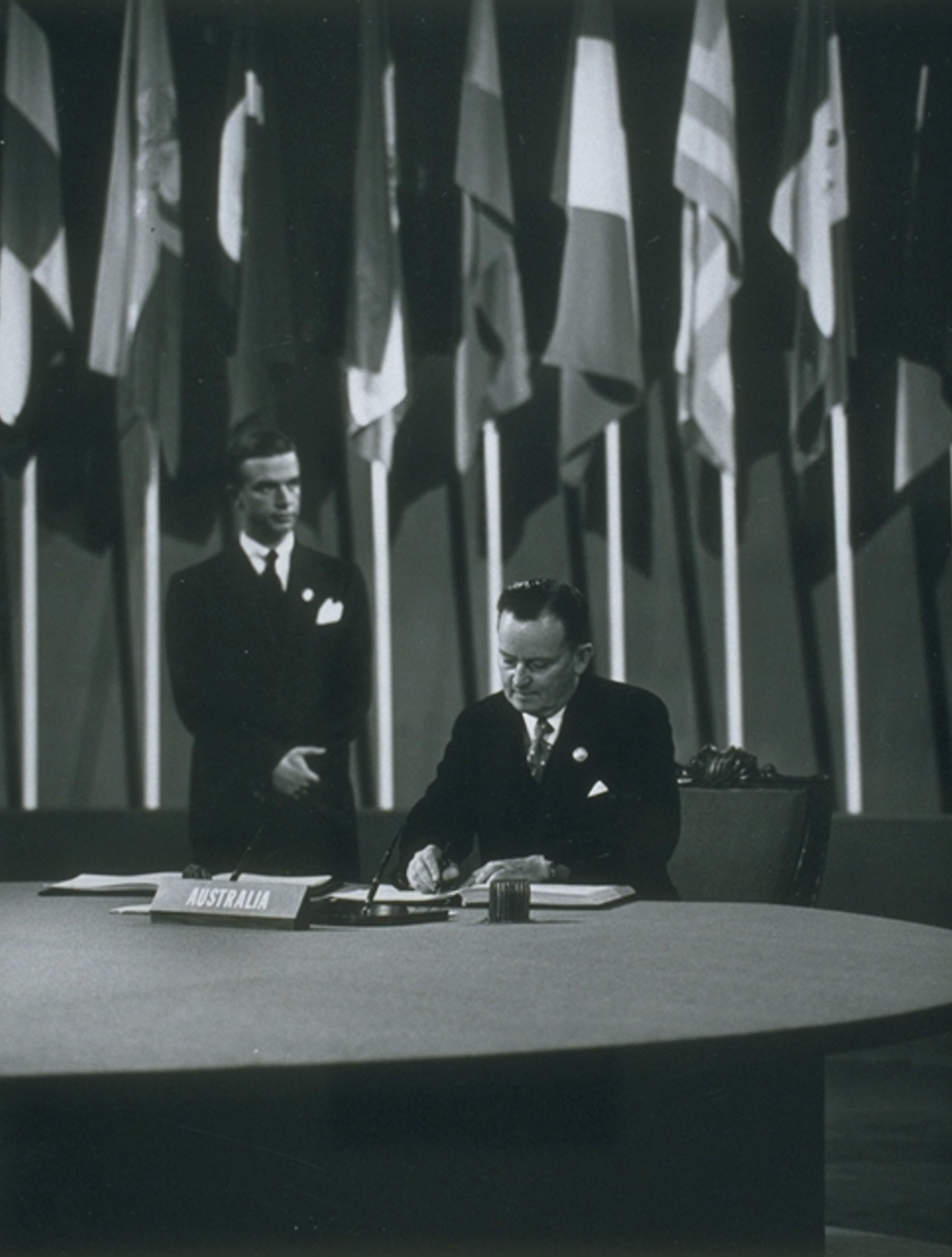
Primeiro-ministro australiano Frank Forde assina a Carta das Nações Unidas durante a Conferência de São Francisco em 1945

O principal propósito da Carta das Nações Unidas foi o de transferir o monopólio da força legítima de cada Estado para um gendarme mundial. Como explica Max Weber, o Estado soberano moderno se define pelo "monopólio da força legítima": sobre seu território, ele assegura soberanamente a polícia; em relação ao exterior, ele é o senhor da guerra que se contrapõe a toda agressão externa.
Segundo a Carta, a guerra é um ato legítimo, "natural" nas relações entre Estados, uma delinquência que compete ao gendarme mundial, o Conselho de Segurança das Nações Unidas, prevenir ou fazer cessar. Entretanto, a Carta não garante, a nenhum Estado, que a ONU virá necessariamente protegê-lo em caso de ataque. O compromisso da Carta é que, se um Estado for agredido por outro Estado, o Conselho de Segurança irá deliberar sobre o conflito e, se seus membros chegarem a um acordo, alguma medida poderá ser tomada. Diante de um conflito, cada um dos cinco membros permanentes pode vetar ou bloquear qualquer proposta de resolução referente a esse conflito. [carece de fontes?]
Durante a Guerra Fria, por exemplo, a guerra do Vietname e a guerra do Afeganistão escaparam do Conselho de Segurança, já que uma das superpotências indicava claramente que recorreria ao veto se o caso fosse levado ao Conselho. A Carta reconhece esses seus limites no artigo 51, que estabelece que "nada na presente Carta prejudicará o direito inerente de legítima defesa individual ou coletiva no caso de ocorrer um ataque armado contra um Membro das Nações Unidas". Portanto, o gendarme mundial age, se puder agir, de modo que "todo Estado pode se ver só diante do seu agressor".

### Igualdade de gênero

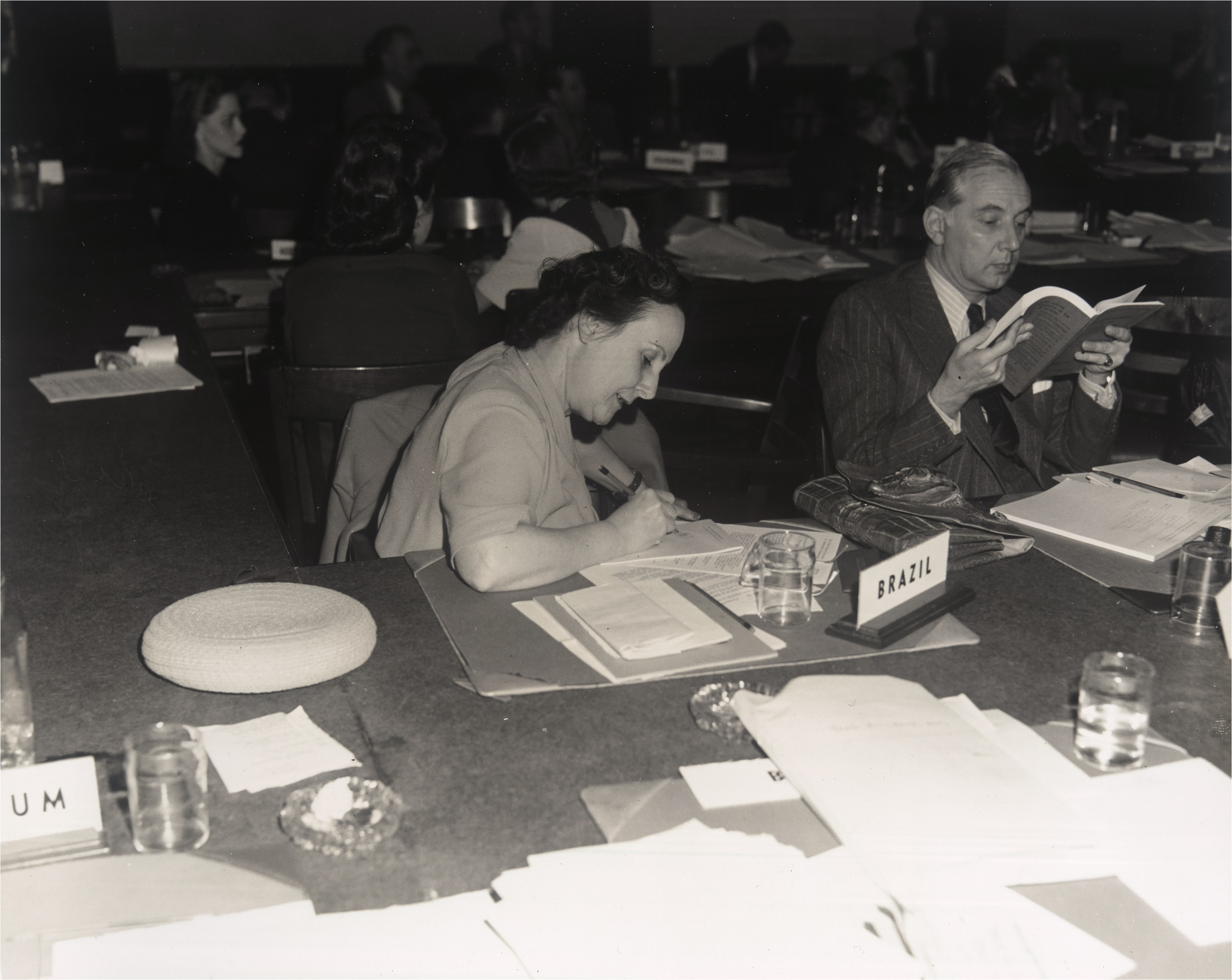
A brasileira Bertha Lutz durante a Conferência de São Francisco

A brasileira Bertha Lutz integrou a delegação de seu país à Conferência de São Francisco. Durante o evento, Bertha se empenhou, junto a outras delegações da América do Sul, para assegurar que a Carta fosse revista periodicamente. Entretanto, seu grande mérito foi a luta para incluir menções sobre igualdade de gênero no texto do documento. Embora quatro mulheres tenham assinado a Carta, apenas Bertha e a delegada da República Dominicana, Minerva Bernardino, defenderam os direitos das mulheres.

## No Brasil
A Carta das Nações Unidas foi incorporada à legislação brasileira por meio do Decreto n.º 19 841, de 22 de outubro de 1945, assinado pelo presidente Getúlio Vargas.